# Gammelvala
Gammelvala (värmländska för den gamla världen), är en utställning och festival som äger rum under sista veckan i juli varje år i Brunskogs socken, Värmland. Festivalområdet ligger strax norr Brunskogs kyrka. Arrangemanget startades 1963 av Brunskogs hembygdsförening. 
I Gammelvala visas hur det gick till förr i tiden, till exempel hur kolare, smeder och andra hantverkare arbetade och vad kvinnor och män gjorde i sina vardagsliv. Kvinnorna demonstrerar bland annat hur man bereder lin, kardar ull, spinner, väver, bakar, bykar och färgar med växter. Man visar även hur den tekniska utvecklingen underlättat arbetet för människan. Här finns en ångmaskin som driver sågverk, råoljemotor som driver stenkross och tändkulemotorer som driver takhyvel, vadmalsstamp, träullsrivare och liknande äldre maskiner. 
Festivalveckans dagar har olika teman, exempelvis Hembygdens dag, Spelmännens dag, Veteranbilsdagen, Husmödrarnas dag och Antikdagen. På området ligget ett 30-tal byggnader, bland annat finns det handelsbod, postkontor, krukmakeri, vävstuga, byskola, soldattorp med djur och pappersbruk där man tillverkar papper av lump.

## Bilder

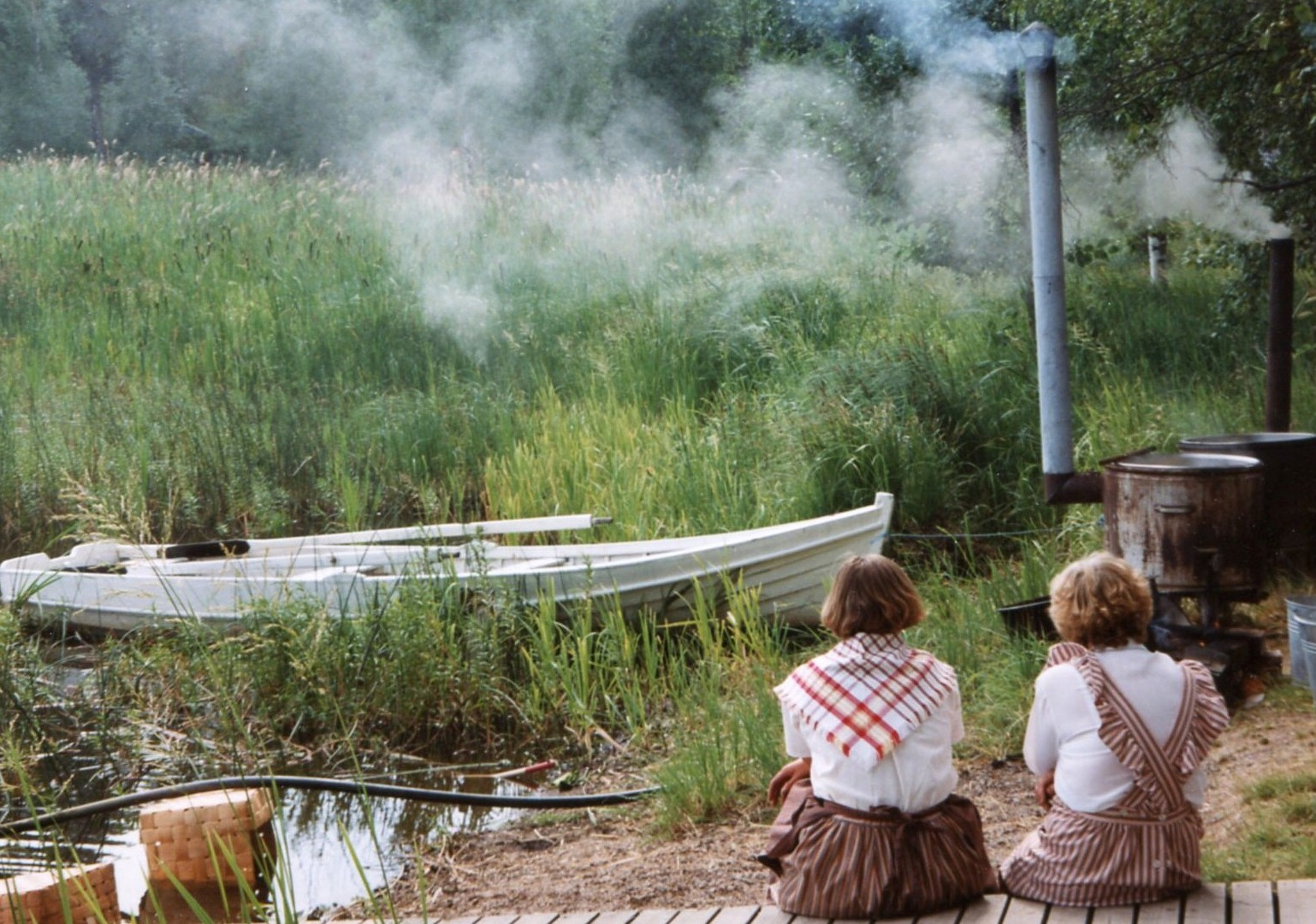
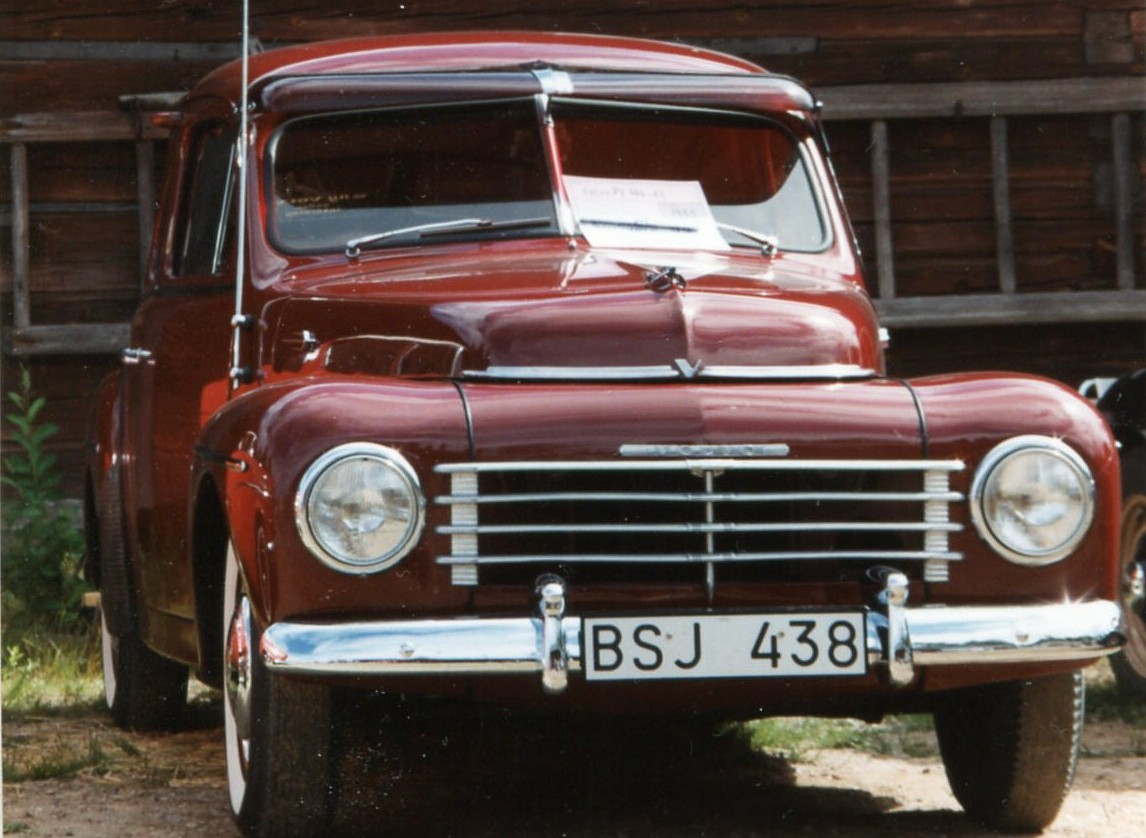
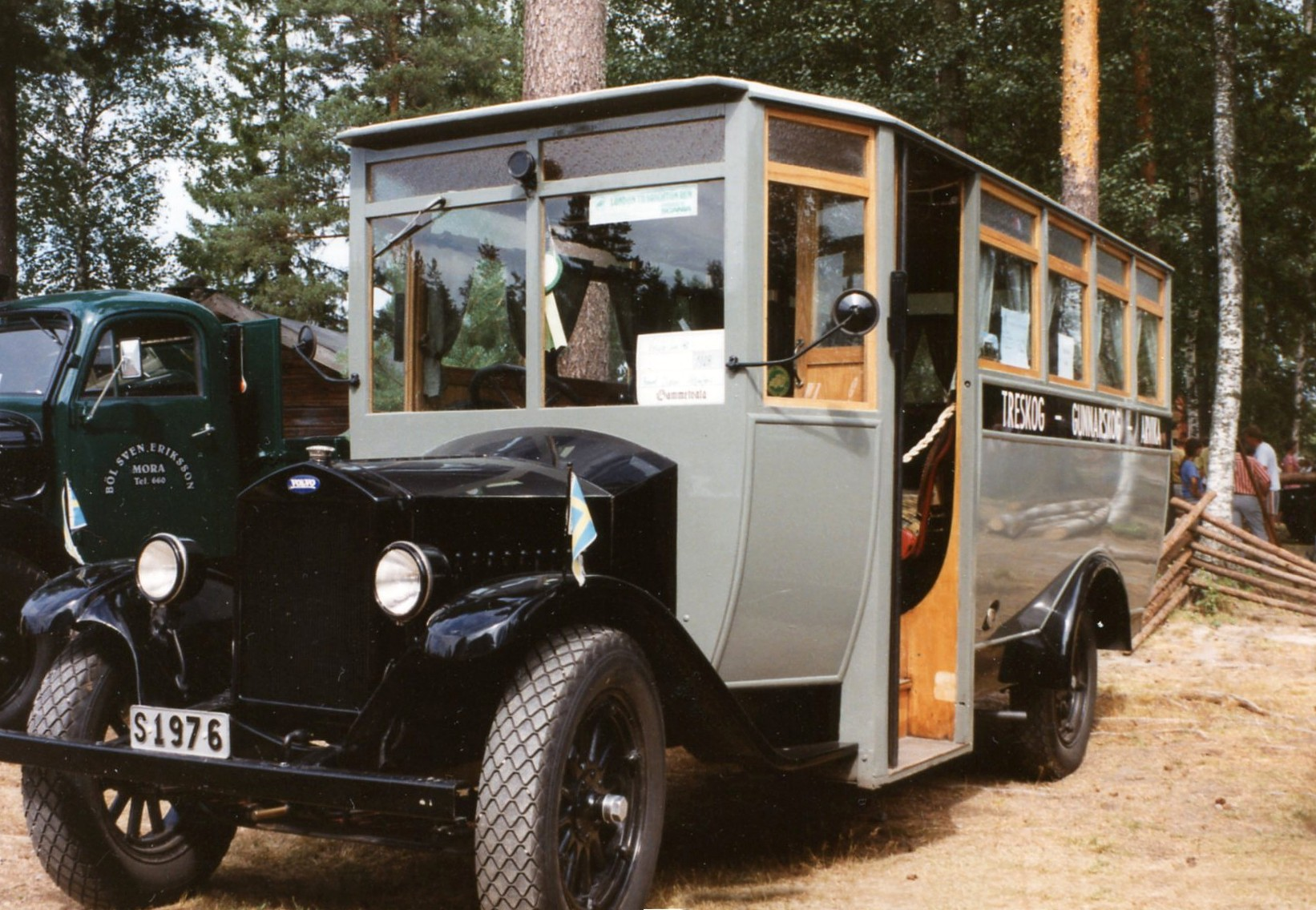
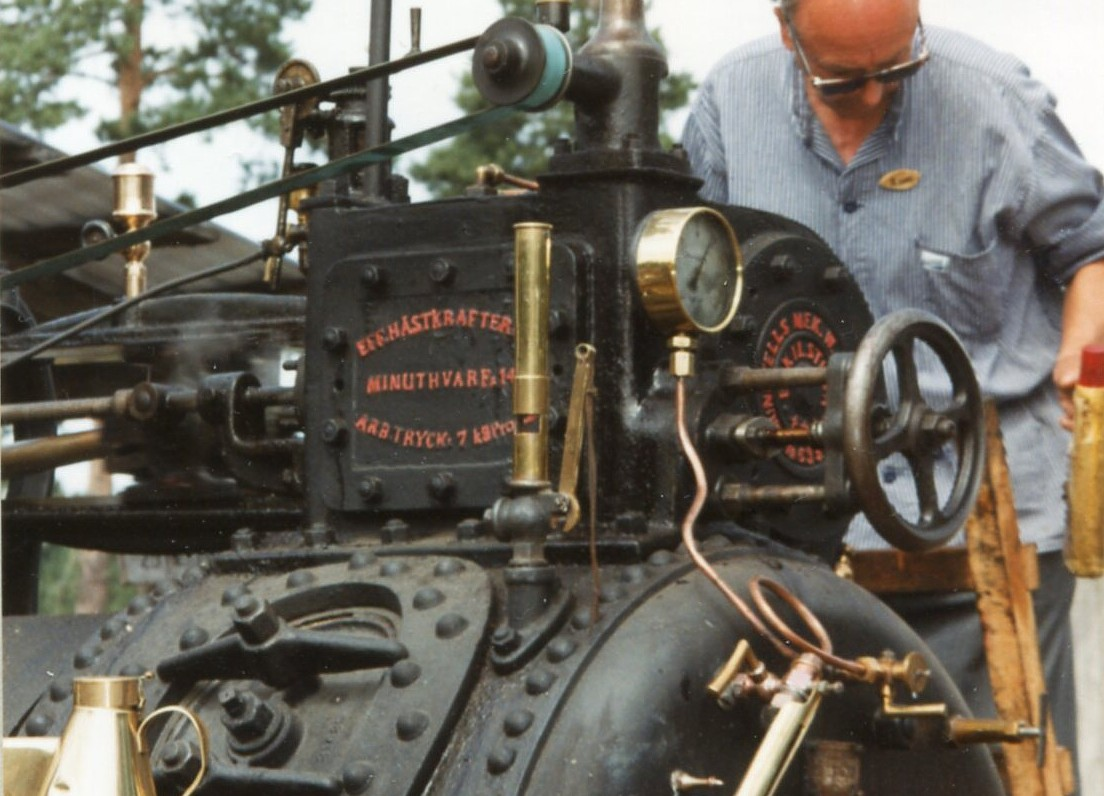

Några bilder från Gammelvala 1994